# Deportivo Unión de Piedras Negras
El Deportivo Unión de Piedras Negras fue un equipo de fútbol de México, de la ciudad de Piedras Negras en Coahuila de Zaragoza.

## Historia
El Deportivo Unión Piedras Negras fue creado el 15 de marzo de 2006. Tiene como sede la ciudad de Piedras Negras Coahuila. Es un equipo de nueva creación y tiene como antecedente el torneo Apertura 2006 donde finaliza en la décima posición de la zona norte de la Segunda división mexicana. En el torneo clausura 2007 el equipo finaliza en la quinta posición de la zona norte.